# Lu Colombo
Maria Luisa Colombo (Milán, Lombardía; 3 de julio de 1952), más conocida como Lu Colombo, es una cantante, músico y productora musical italiana, que alcanzó gran notoriedad especialmente en su país natal, a comienzos de los años 1980, con la canción del verano «Maracaibo», canción por la que es reconocida hasta hoy.
Célebres son también sus adaptaciones al italiano de temas del cantautor español Joaquín Sabina, llegando a versionar hasta doce temas del ubetense en su disco Molto più di un buon motivo (2012).
En 2016, Lu Colombo produjo Basta, un proyecto contra la violencia y el feminicidio.

## Discografía
| Año  | Álbum                       |
| ---- | --------------------------- |
| 2003 | L'uovo di Colombo           |
| 2007 | Lupai (CD)                  |
| 2012 | Molto più di un buon motivo |
| 2016 | Basta                       |

Canciones
- 1982 – Skipper/Rio Rio (Moon Records, 7", 12")
- 1982 – Maracaibo/Neon (Moon Records, 7", 12")
- 1982 – Maracaibo (Tony Carrasco Remix)
- 1983 – Dance All Nite/O Do Not Love Me to Long (EMI Italiana, 7")
- 1983 – Dance All Nite (EMI Italiana, 12")
- 1984 – Aurora/Samba Calipso Tango (EMI Italiana, 7")
- 1984 – Aurora Hot Version (Emi Italiana, 12")
- 1985 – Rimini Ouagadougou/Punto Zero (EMI Italiana, 7")
- 1993 – Maracaibo/Neon|Maracaibo Remix 93 Nuda (Soul Xpression, 12")
- 2001 – Maracaibo/Neon|Maracaibo – 20th Anniversary (ICE Record, CD single)
- 2011 – Maracaibo reggae 30th Anniversary
- 2017 – La pansè (homenaje para Gabriella Ferri)